# Halton Hills
Halton Hills è un comune del Canada, town,  situato in Ontario, nella Municipalità Regionale di Halton.